# Chafdží
Chafdží (arabsky الخفجي‎) je město v Saúdské Arábii na hranici s Kuvajtem. Až do roku 1960 leželo v neutrální zóně mezi Kuvajtem a Saúdskou Arábií a k definitivnímu připojení Chafdží ke Saúdské Arábii došlo až poté, co byla v blízkosti města objevena ropná pole. Součástí dohody o hranici se tak stalo, že zisk z těch ropných polí bude rovným dílem dělen mezi Kuvajt a Saúdskou Arábii.
V roce 1991 se zde v rámci války v Zálivu odehrála bitva o Chafdží, kdy irácká vojska Saddáma Husajna na dva dny město dobyla; pak bylo dobyto zpět koaličními silami.